# 锇化合物
| 锇的氧化态 | 锇的氧化态         |
| ---------- | ------------------ |
| −2         | Na 2[Os(CO) 4]     |
| −1         | Na 2[Os 4(CO) 13]  |
| 0          | Os 3(CO) 12        |
| +1         | OsI                |
| +2         | OsI 2              |
| +3         | OsBr 3             |
| +4         | OsO 2, OsCl 4      |
| +5         | OsF 5              |
| +6         | OsF 6              |
| +7         | OsOF 5             |
| +8         | OsO 4, Os(NCH 3) 4 |

锇化合物是含有锇（Os）的化合物，锇化合价在−2至+8范围内的化合物均是已知的。Na
2[Os
4(CO)
13]和Na
2[Os(CO)
4]分别是−1和−2价的锇化合物，用于合成锇的簇合物。

## 氧化物

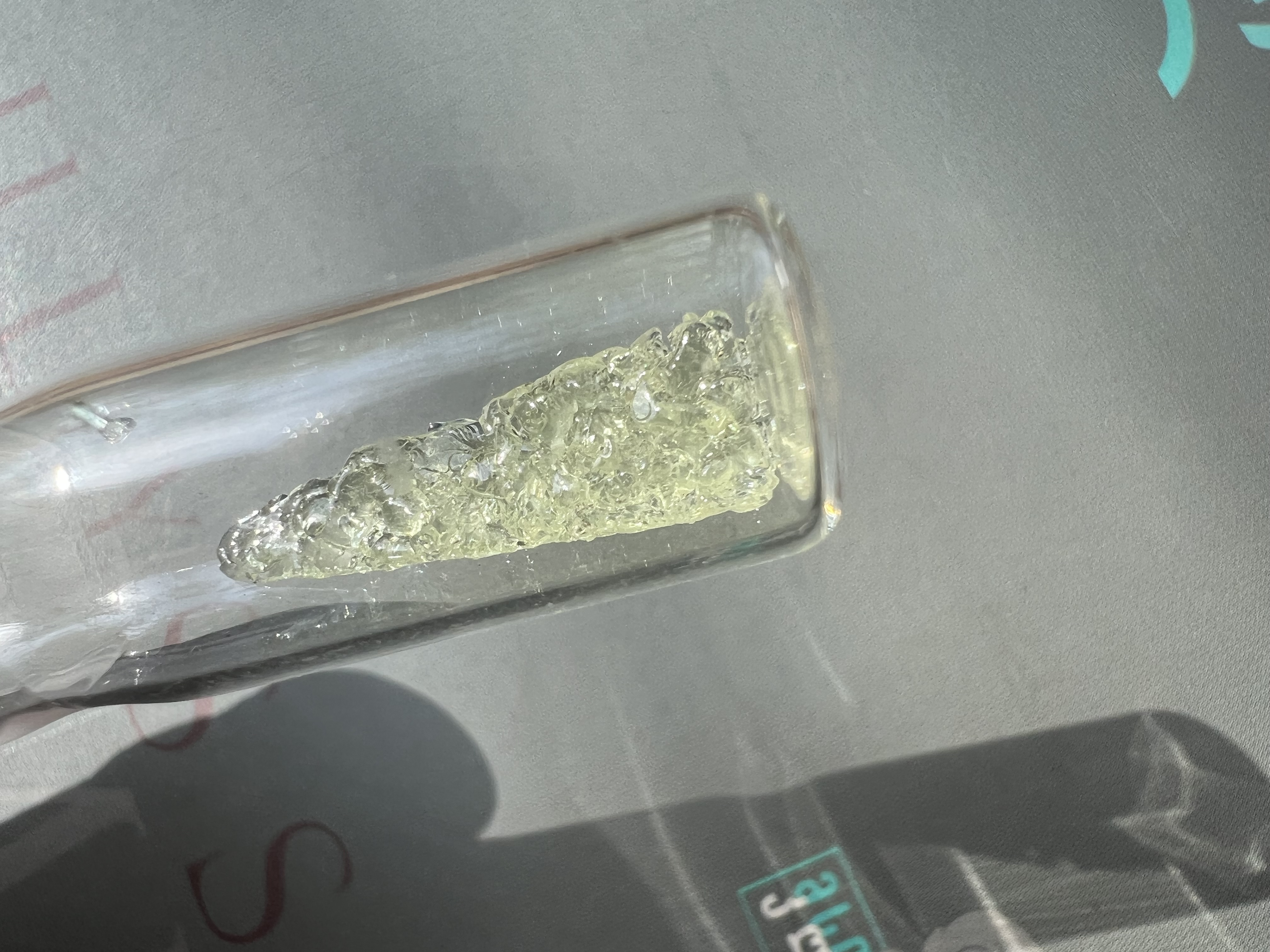
四氧化锇样品

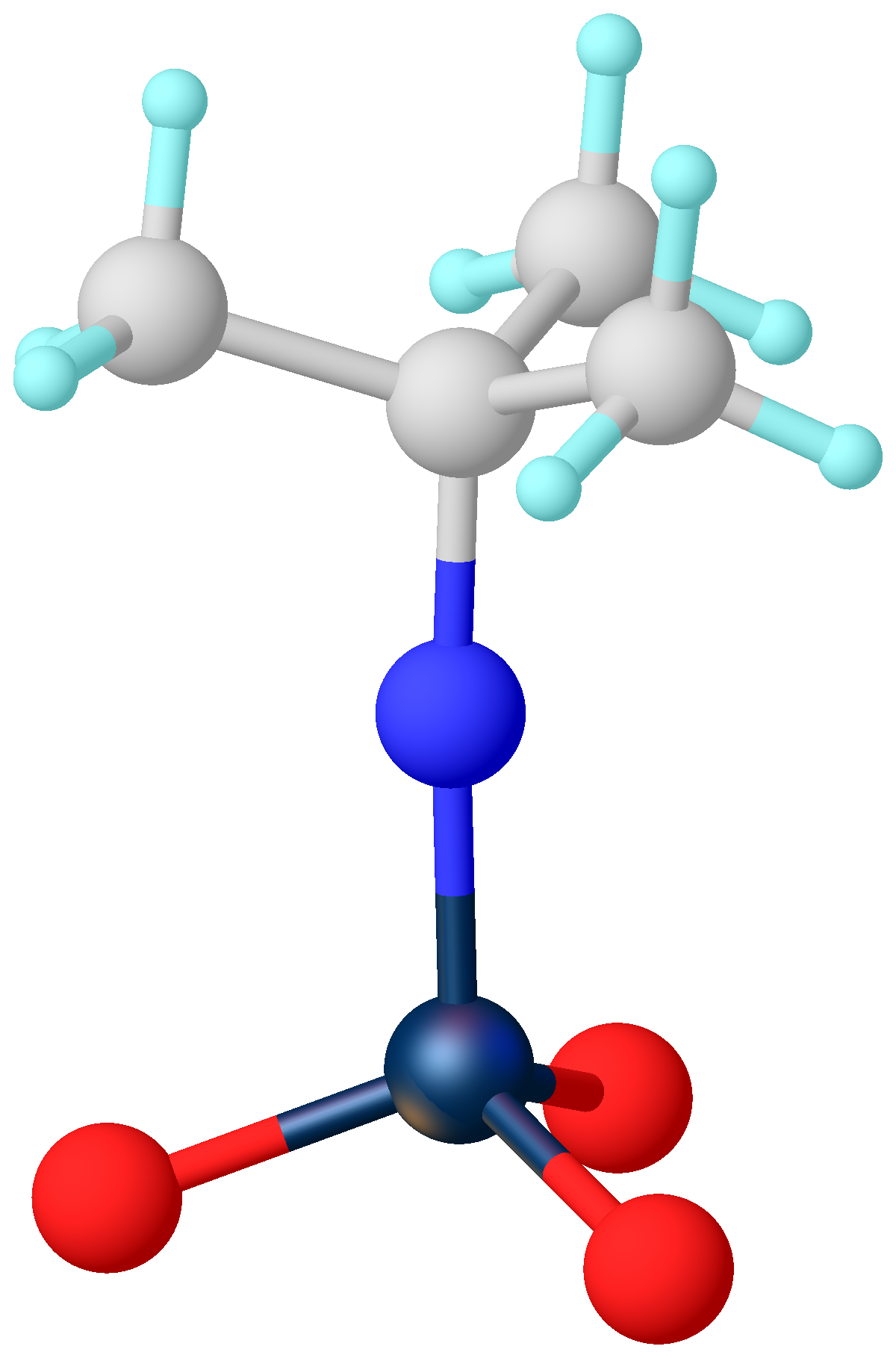
OsO_{3}(N-t-Bu)的结构，其中，多重键未特别标出。图片展示了以亚胺氧化锇(VIII)制备氨基醇时对烯烃的加成。

四氧化锇是最著名的锇化合物，元素锇的名称音译自“osmium”，源自古希腊语“，osme，气味”，而其气味来自于四氧化锇。它是无色挥发性固体，但一些样品略带黄色，这源自于黄棕色的OsO2杂质。锇粉在空气中氧化便得到四氧化锇，块状的锇发生这一反应则需加热至400 °C。
{\displaystyle {\ce {Os + 2O2 ->[\Delta T] OsO4}}}
OsO4是路易斯酸，为温和的氧化剂。它和碱的水溶液反应，得到高锇酸盐（OsO
4(OH)2−
2），它很容易被还原为锇酸盐（OsO
2(OH)2−
4）。它和胺（路易斯碱）可以形成加合物，也能和氨反应，得到氮基锇酸盐：
OsO4 + NH3 + KOH → K[Os(N)O3] + 2 H2O
[Os(N)O3]−阴离子和OsO4是同构的等电子体。OsO4易溶于叔丁醇，在溶液中，可以迅速被氢气还原为金属锇。锇的悬浮液可用于催化一系列含双键或三键的有机物的氢化反应。
OsO4 + 4 H2 → Os  + 4 H2O
二氧化锇是锇的另一种氧化物，可由锇和氯酸钠、四氧化锇或一氧化氮在600 °C反应制得。它不溶于水，可以和稀盐酸反应。

## 卤素化合物

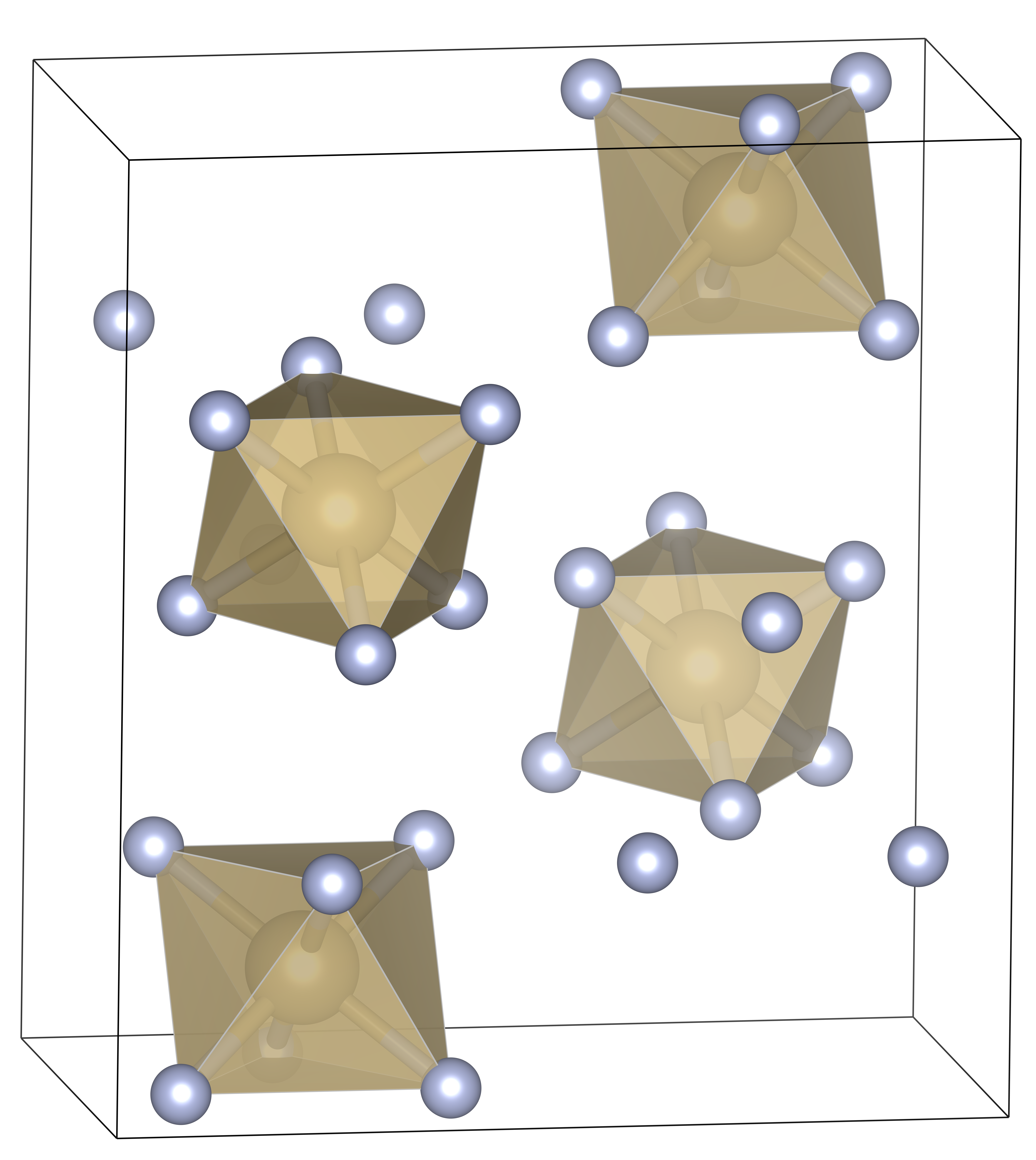
六氟化锇的晶胞

六氟化锇是17种已知的二元六氟化物之一，它可由锇和过量的氟气反应得到。它是黄色晶体，在33.4 °C熔化，47.5 °C沸腾。它可以部分水解，生成OsOF4。 五氟化锇在固态时为四聚体（Os4F20），可由碘在五氟化碘溶液中还原六氟化锇得到：
10 OsF6 +  I2  →   10 OsF5 +  2 IF5

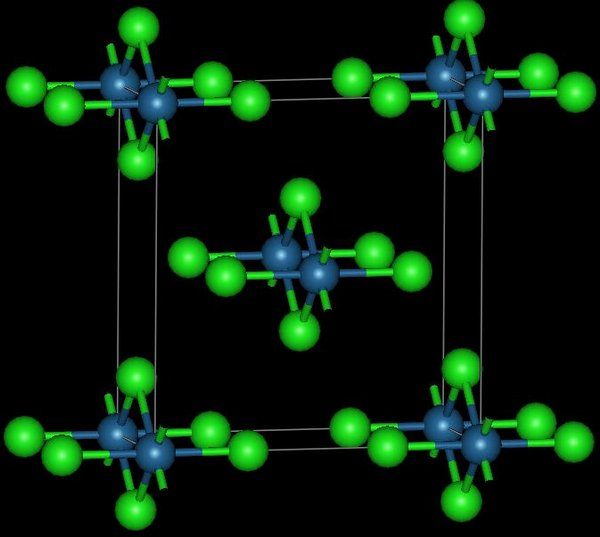
四氯化锇的结构（绿色：氯；蓝色：锇）

四氯化锇存在两种晶型，可用于制备其它锇化合物，它最初于1909年通过锇的氯化反应得到：
这种方法得到红黑色的高温相：
Os  +  2 Cl2  →  OsCl4
该相属正交晶系，锇中心以八面体配位，OsCl6八面体共享对边成链。.棕色的立方晶型通过氯化亚砜还原四氧化锇得到：
OsO4 + 4 SOCl2 → OsCl4 + 2 Cl2  +  4 SO2
它溶于盐酸形成六氯合锇(IV)酸：
OsO4 + 10 HCl → H2OsCl6 + 2 Cl2  +  4 H2O
六氯合锇(IV)酸钾（K2OsCl6）可以被二甲基亚砜还原，加热时从Os(IV)经Os(III)还原至Os(II)，产物为cis,fac-[OsII(dmso-S)3(dmso-O)Cl2]，它在室温会缓慢地异构化为trans-[OsII(dmso-S)4X2]。溴配合物（K2OsBr6）的反应与之类似。

锇和氯可以形成一种含Os=Cl-R特殊成键的化合物，它可以二氯化三(三苯基膦)合锇和1-乙炔基-2-叔丁基乙炔基苯为原料反应制得。